# قائمة الأحزاب السياسية في إسرائيل

## الأحزاب الحالية

### الاحزاب الممثلة في الكنيست
الأحزاب التالية هي الممثلة في الكنيست بعد انتخابات 2019:
| الحزب                                                   | الزعيم           | المقاعد | الأيدولوجية |
| ------------------------------------------------------- | ---------------- | ------- | --- |
| الليكود                                                 | بنيامين نتنياهو  | 36      | محافظة محافظة قومية ليبرالية قومية ليبرالية اقتصادية الفصائل: شعبوية يمينية صهيونية تصحيحية محافظة ليبرالية         |
| أزرق أبيض (هناك مستقبل)                                 | يائير لبيد       | 15      | ليبراليةعلمانية ليبرالية اجتماعية صهيونية ليبرالية حل الدولتين                                                      |
| أزرق أبيض (الصمود لإسرائيل)                             | بيني جانتس       | 14      | صهيونية |
| أزرق أبيض (تلم)                                         | موشيه يعلون      | 5       | صهيونية |
| شاس                                                     | أرييه درعي       | 8       | محافظة دينية شعبوية اقتصاد مختلط مزراحية حريدية                                                                     |
| يهودية التوراة المتحدة (Agudat Yisrael)                 | يعكوف ليتزمان    | ?       | توراتية يهودية التوراة حريدية حاسيدية هالاخاه أرثوذكسية محافظة دينية                                                |
| يهودية التوراة المتحدة (ديغيل هاتوراه)                  | موشيه غافني      | ?       | توراتية يهودية التوراة حريدية "الجناح الليتواني" لرفض الحاسيدية الحريدية هالاخاه أرثوذكسية محافظة دينية             |
| حداش - تعال (حداش)                                      | أيمن عودة        | 4       | شيوعيةحل الدولتين                                                                                                   |
| حداش - تعال (تعال)                                      | أحمد الطيبي      | 2       | قومية عربية عرب 48 علمانية معاداة الصهيونية                                                                         |
| العمال                                                  | آفي غباي         | 6       | ديمقراطية اشتراكية صهيونية اشتراكية حل الدولتين                                                                     |
| إسرائيل بيتنا                                           | أفيجادور ليبرمان | 5       | صهيونية تصحيحيةليبرالية اقتصادية ليبرالية قومية علمانية خطة ليبرمان هجرة اليهود السوفييت في التسعينات شعبوية يمينية |
| ميرتس                                                   | تمار زاندبرج     | 4       | ديمقراطية اشتراكية صهيونية اشتراكية علمانية سياسة خضراء حل الدولتين                                                 |
| كولانو                                                  | موشيه كحلون      | 4       | صهيونية ليبرالية مساواة افتصادية حماية المستهلك ليبرالية اجتماعية ليبرالية قومية وسطية                              |
| القائمة العربية الموحدة - بلد (القائمة العربية الموحدة) | مسعود غنايم      | 2       | عرب 48 إسلام سياسي                                                                                                  |
| القائمة العربية الموحدة - بلد (بلد)                     | جمال زحالقة      | 2       | قومية عربيةعلمانية وحدة عربية معاداة الصهيونية                                                                      |
| الاتحاد اليميني (البيت اليهودي)                         | رافي بيريتس      | 3       | أرثوذكسيةصهيونية دينيةقومية دينية محافظة دينية ليبرالية اقتصادية                                                    |
| الاتحاد اليميني (تكوما)                                 | بتسلإيل سموتريش  | 2       | أرثوذكسية صهيونية دينية قومية دينية محافظة دينية إسرائيل الكبرى                                                     |

## أحزاب أخرى
- شينوي (بالعبرية שינוי)
- الورقة الخضراء
- حزب الخضر
- حيروت
- اهافات إسرائيل
- المواطن والدولة
- دعم (حزب عربي)
- Organization for Democratic Action
- الاتحاد القومي التقدمي
- Centrist Party
- Za'am - Social Justice
- إسرائيل أخرى Another Israel
- L.H.V.A.
- Leader
- حقوق الرجل Man's Rights
- مورشيت افوت Moreshet Avot (Heritage of the Fathers)
- Tzomet
- حزب القراصنة

## احزاب سابقة
- احدوت هعافودا (اندمج مع حزب العمل)
- جاحال (أصبح الليكود)
- الحزب الصهيوني العام
- إسرائيل بعالياه (اندمج مع الليكود)
- كاخ (تم إعلانها منظمة إرهابية في إسرائيل)
- ماباي (اندمج مع حزب العمل)
- مابام (اندمج مع ميرتس)
- مفليجيت هاميركاز
- حزب رافي